# Pasovec
Pasovec, pasavec ali herpes zoster je akutno vnetje perifernih živcev, ki jo pri odraslih povzroči virus noric (humani herpesvirus 3). Ta virus sodi v družino Herpesviridae in z njim se običajno okužijo otroci ter tako zbolijo za noricami. Virus nato ostane v telesu ter lahko pri odraslih ob oslabitvi imunskega sistema povzroči pasovec. Bolezen se pogosteje pojavlja pri osebah z malignimi in hudimi kroničnimi boleznimi, predvsem pri zdravljenju z imunosupresivi in pri drugače imunsko oslabelih (npr. zaradi okužbe s HIV). Smrtnost zaradi pasovca je majhna, veliko breme pa predstavljajo bolečina in z njo povezani zapleti.

## Povzročitelj
Povzročitelj je virus noric in je soroden virusu herpesa simpleksa, ki povzroča mehurčaste izpuščaje na koži in sluznicah, običajno v obliki labialnega herpesa (ocvirek).
Okoli 90 % populacije v Evropi, stare nad 14 let, je prebolelo norice in prenaša virus. Virus le redko povzroči smrt (ogroženi so starejši ljudje, nosečnice in bolniki, pri katerih pride do sekundarne okužbe), kar kaže na dobro prilagojenost virusa na človeka kot na svojega gostitelja. Smrt gostitelja virusu namreč ne koristi, saj je njegovo razmnoževanje vezano na gostitelja.

## Prenašanje
Po prvi okužbi se pri zdravem človeku pojavi bolezen, znana kot norice oziroma vodene koze. V času bolezni je posameznik zelo kužen; virus se prenaša zlasti kapljično, pa tudi kontaktno. Čeprav je bolnik načeloma nadaljnje življenje imun na ponovno okužbo, pa virus tudi po tem, ko norice minejo, ostane prisoten v telesu. Kadarkoli v kasnejšem življenju lahko zaradi zmanjšane odpornosti organizma znova »pride na plano«. Virus sicer miruje v živčnih vozlih ob hrbtenjači, v tako imenovanih spinalnih ganglijih ter v ganglijih možganskih živcev. Pasovec zato ni okužba v dobesednem pomenu, marveč ponovna aktivacija virusa noric. Bolnik s pasovcem je sicer kužen, a je verjetnost okužbe majhna.

## Epidemiologija
V Sloveniji je kot v večini drugih držav po oceni z virusom noric okuženih več kot 90 % odraslih in pri enem od treh v življenju pride do reaktivacije virusa s pojavom pasovca. Pasovec se lahko pojavlja že od rojstva dalje in tudi v otroški dobi ni tako zelo redek, največ obolelih pa je po 65. letu starosti, kar se povezuje s staranjem imunskega sistema. V Sloveniji je prijavljanje primerov pasovca obvezno od leta 1995 in odtlej se je število prijavljenih primerov povečevalo. Prijavna incidenčna stopnja je bila v letu 2005 že 74 na 100.000 prebivalcev. Zbolevnost narašča s starostjo in je najvišja pri starejših od 65 let (675 do 760/100.000), slaba četrtina prijavljenih primerov v Sloveniji je bila starejša od 70 let.

## Simptomi
Vnetje živcev je posledica aktivacije »skritih« virusov. Pojavi se pekoč občutek in deloma močne bolečine na kožnem območju, ki ga prizadet živec oživčuje. Prisotna je lahko tudi blaga vročina ter splošno slabo počutje. Pred glavnim izbruhom bolniki velikokrat tožijo o bolečinah v križu, zobobolu ... Dva do tri dni po prvih bolečinah se začnejo pojavljati izbočeni, rdeči izpuščaji, ki se kasneje spremenijo v mehurje. Mehurji so napolnjeni z bistro ali belo tekočino, ki je kužna. Čez čas mehurji razpočijo, nastanejo kraste ter nato izginejo po okoli 1-4 tednih brez posledic. Mehurčki včasih postanejo krvavi (hemoragični) in odmrli (gangrenozni), katerim pogosto sledijo brazgotine. Izpuščaji so načeloma močno lokalizirani, saj se pojavljajo na območjih, ki jih oživčuje prizadet živec. Navadno se pojavijo le na eni polovici telesa. V nekaterih primerih se izpuščaji sploh ne pojavijo. Izpuščaji pa se obojestransko oziroma po celem telesu pojavljajo pri osebah z oslabljenim imunskim sistemom.
Najpogosteje je prizadeta koža prsnega koša, redkeje tudi na okončinah. Med pogostejše zaplete spada  postherpetična nevralgija, se pravi, da bolnik v predelu, kjer je izbruhnil pasovec, občuti bolečine še po tem, ko je bolezen že ozdravljena. Če je prizadet obrazni živec, se lahko pojavi tudi začasna ohromelost predela obraza ali izguba okusa. Pri prizadetem očesnem živcu (zoster ophtalmicus) je lahko posledica tudi oslepitev, ker pride do zabrazgotinjenja roženice. Kadar je prizadet slušni živec, pa lahko pride do naglušnosti ali vrtoglavic (Menierov sindrom). 
Spremembe pri pasovcu lahko spominjajo na okužbo s herpes simpleks virusom, v začetku bolezni so lahko podobne erizipelu, generalizirane oblike pa klinično ni mogoče razlikovati od noric.

## Preprečevanje
Od leta 1974 je na voljo cepivo proti noricam in v številnih državah je rutinsko cepljenje proti noricam pomembno zmanjšalo pojavnost noric. V Sloveniji so s 1. januarjem 2025 pričeli z izvajanjem priporočenega rednega cepljenja otrok, rojenih od februarja 2024 dalje. Cepivo prepreči okužbo z virusom noric s približno 85-odstotno učinkovitostjo. Od leta 2006 je na voljo tudi živo oslabljeno cepivo, ki preprečuje reaktivacijo virusa noric in s tem pojav pasovca. Cepivo je namenjeno zlasti cepljenju starejših, vendar zaščita ni optimalna in z leti po cepljenju se učinkovitost manjša. Kasneje so razvili novo rekombinantno cepivo za preprečevanje pasovca, ki je bilo registrirano leta 2017. Cepljenje z rekombinantnim cepivom se opravi z dvema odmerkoma cepiva in nudi dolgotrajno zaščito. V Sloveniji sta na voljo tako živo oslabljeno cepivo kot rekombinantno cepivo.

## Zdravljenje
Okužbo z virusom noric lahko zdravimo s protivirusnimi zdravili (aciklovir, valaciklovir ...). V zelo hudih primer se lahko zdravilo daje intravensko. Navadno se daje tudi močno protibolečinsko zdravilo. Lokalno se lahko daje hladne obkladke fiziološke raztopine ali tekoči puder, pri sekundarni okužbi z bakterijami pa antibiotična mazila.